# Lindenhof (Estland)

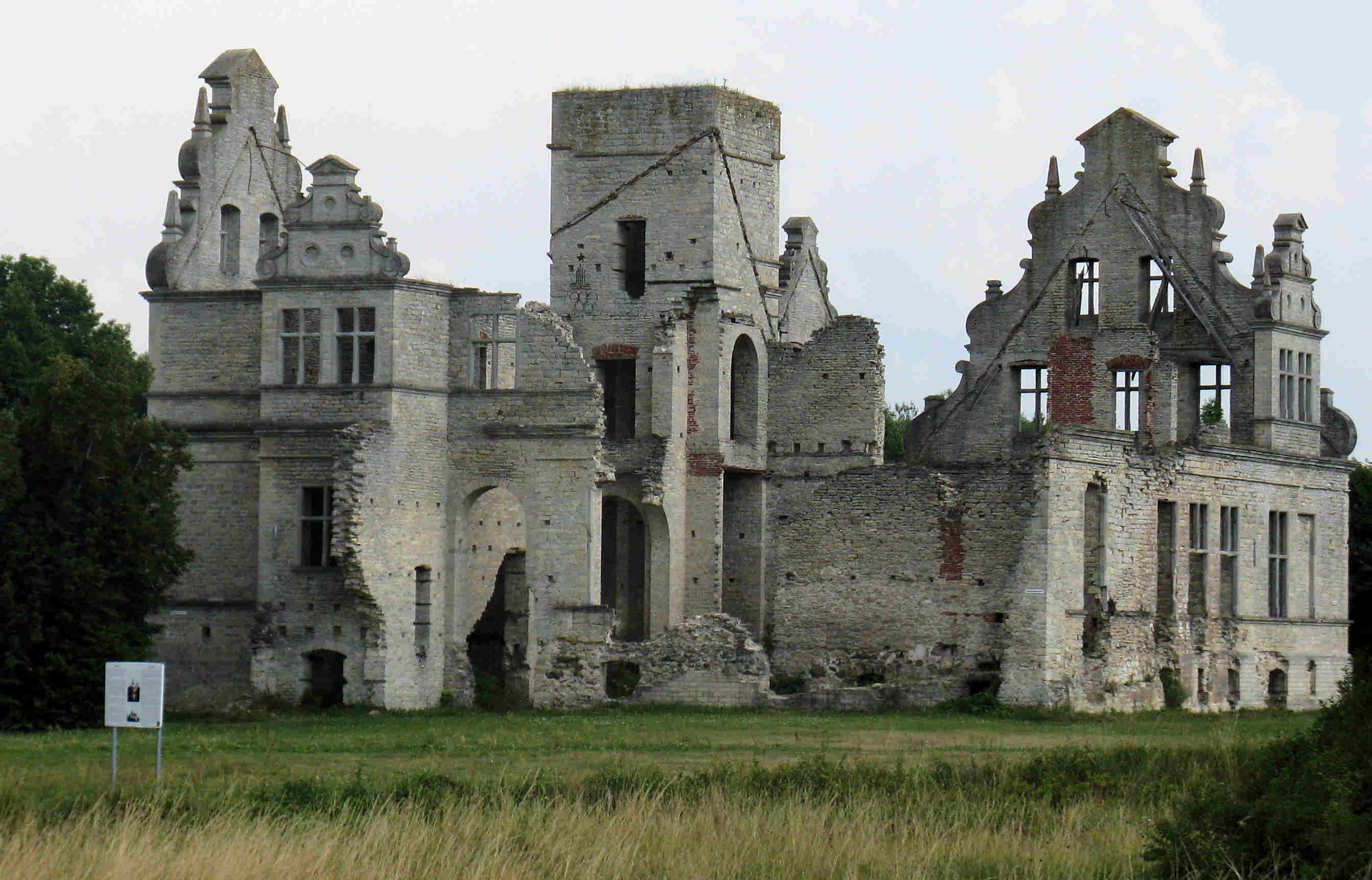
Lindenhof Nordfassade

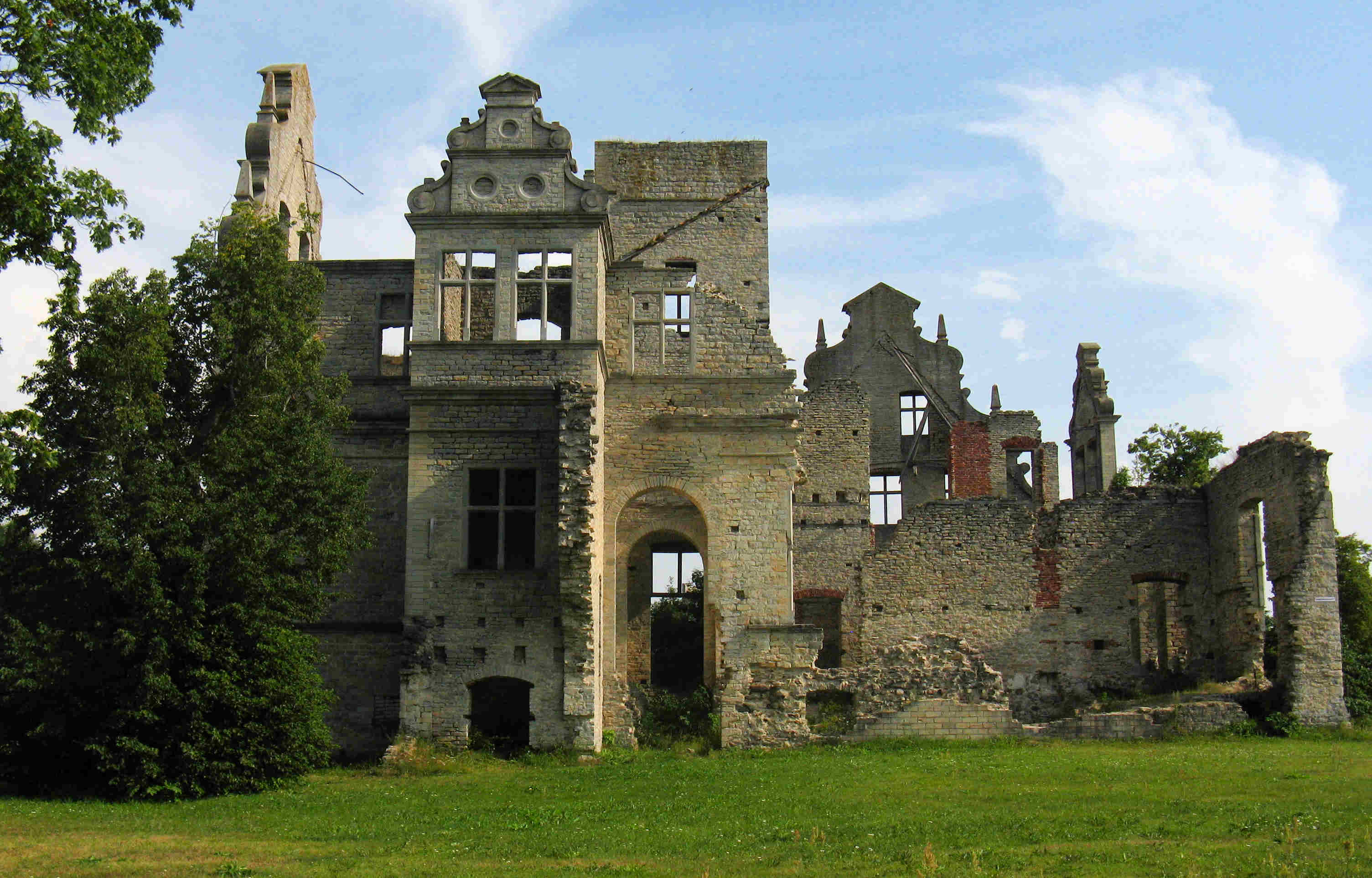
Lindenhof Ostfassade

Lindenhof bzw. Linden (estnisch Ungru) war ein Gutshof beim Dorf Kiltsi in der Stadtgemeinde Haapsalu (Estland).

## Geschichte
Lindenhof liegt fünf Kilometer von der Kernstadt Haapsalu entfernt.
Erstmals erwähnt wurde das Gut 1523, als das Gebiet vom Hof Wittenfeld abgetrennt wurde. Im Jahr 1629 schenkte der schwedische König Gustav Adolf II. das Anwesen Otto von Ungern-Sternberg. Im folgenden Jahr wurde ein erstes Gutshaus errichtet, das vor allem für seine Parkanlagen berühmt war. Vom 17. Jahrhundert bis zur Enteignung im Zuge der estnischen Landreform 1919 stand das Gut im Eigentum der Familie Ungern-Sternberg.
Das heute nur mehr als Ruine sichtbare Gutshaus mit seinem viergeschossigen Turm wurde 1893 von Ewald Adam Gustav Paul Constantin von Ungern-Sternberg (1863–1909) beauftragt. Angeblich verliebte er sich bei einem Besuch auf Schloss Merseburg bei Halle in die Tochter des Schlossherren. Die junge Dame soll jedoch so an dem Schloss ihres Vaters gehangen haben, dass sie den Rest ihres Lebens dort verbringen wollte. Erst nachdem Ungern-Sternberg ihr versprochen hatte, ein identisches Schloss in Estland zu bauen, soll sie einer Heirat zugestimmt haben.
Bis 1908 ließ er die Außenmauern und das Dach errichten, starb dann aber während einer Reise in Sankt Petersburg im Alter von nur 45 Jahren. Der Rohbau verfiel bereits während des Ersten Weltkriegs.
In der Zeit der sowjetischen Besatzung Estlands wurden Teile der Anlage als Baumaterial für einen nahegelegenen Militärflugplatz verwendet.

## Persönlichkeiten
- Otto Magnus von Stackelberg (1867–1947), in Linden geborener Genealoge und Autor